# Ecdysiaste
Pour la célébration antique crêtoise, voir Écdysia.

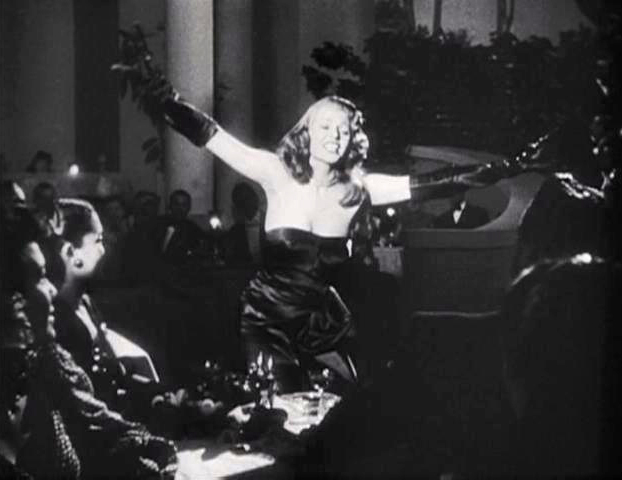
Rita Hayworth commence son striptease dans la bande-annonce de Gilda.

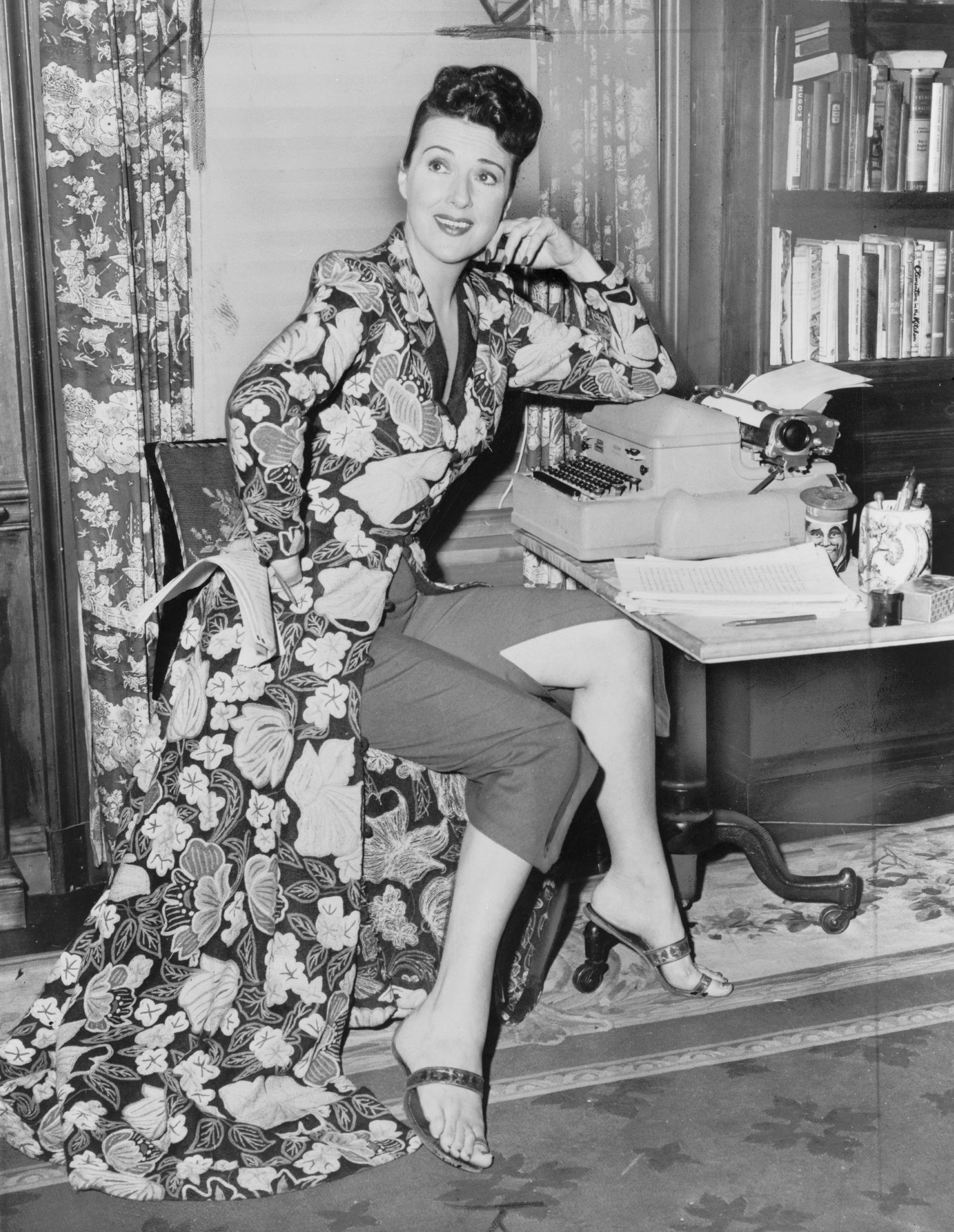
Gypsy Rose Lee, la première « ecdysiaste ».

Ecdysiaste est un néologisme de 1940 pour désigner le métier de stripteaseuse. Il fut inventé par H. L. Mencken  à la demande de l'une des toutes premières artistes stripteaseuses de l'époque, Rose Louise Hovick  alias « Gypsy Rose Lee » qui lui demanda d'imaginer un terme « plus digne » pour qualifier sa profession. Mencken, qui adorait la vie nocturne, proposa ecdysiaste, du grec ancien ἔκδυσις, qui signifie « quelqu'un qui s'effeuille ». Le terme n'eut à l'époque, pas grand succès tant pour son caractère décalé et extravagant que pour l'illégalité de cette activité durant ces années à la morale puritaine.
Le terme (issu de la terminologie scientifique ecdysis et du suffixe d'enthousiaste) qui fait référence à la métamorphose des arthropodes (insectes, crustacés, arachnides...) ou à la mue des serpents. La mue permet à ces animaux, en changeant périodiquement leur squelette externe (exosquelette) inextensible, la cuticule ou carapace, de grandir en taille ou de changer de forme par une mue de métamorphose. 
La stripteaseuse (ou « ecdysiaste » pour la haute société) se transforme tel le papillon pour aboutir à une forme plus parfaite. Gypsy Rose Lee, strip-teaseuse au célèbre bar Minsky's burlesque house, déclarait ainsi lors de son arrestation par la police : « Je n’étais pas nue, j’étais complètement couverte par une lumière bleue ! ». 